# Гринсберг (Луизиана)
Гринсберг (англ. Greensburg) — город в Луизиане, США, а также приходской центр прихода Сент-Хелина. На 2010 год население составляло 718 человек. Гринсберг — часть городской-зоны Батон-Руж.
Гринсберг — один из старейших городов Луизианы. В нём есть старый земельный офис, и старая приходская тюрьма XIX века, которые были зачислены в Национальный реестр исторических мест США. Во время гражданской войны в США, генерал союзных войск Альберт Линдли Ли (англ. Albert Lindley Lee) вышел из Батон-Ружа с дивизией кавалерии 5 октября 1864 года и совершил набег на Гринсберг, где его солдаты уничтожили дубильню с 2000 кусками кожи, а также они захватили большую партию хинина.

## География
Согласно Бюро переписи населения США, всего город занимает территорию в 6,5 км², из которых 0,40 % — водная поверхность. Гринсберг находится в примерно 67 м над уровнем моря.

### Климат
Согласно классификации климатов Кёппена, в Гринсберге субтропический океанический климат (Cfa), отличающийся жарким, влажным летом и мягкой, впредь до холодной, зимой.

## Население
Согласно переписи населения 2010 года, в Гринсберге жило 718 человек, плотность населения — 109,79 человек/км². Из 718 человек, 66,72 % — белые, 32,96 % — афроамериканцы, 0,16 % — азиаты, 0,79 % — латиноамериканцы, 0,16 % — люди двух или более рас.

## Образование
Гринсберг, и весь приход Сент-Хелина, обслуживается школьной системой прихода Сент-Хелина (англ. St. Helena Parish School System). Из школ можно выделить:
- Центральная начальная школа Сент-Хелины (англ. St. Helena Central Elementary School; от яслей до 4 класса)
- Центральная средняя школа Сент-Хелины (англ. St. Helena Central Middle School; от 5 до 8 класса)
- Центральная высшая школа Сент-Хелины (англ. St. Helena Central High School; от 9 до 12 класса)